# مبنى الكونغرس النازي

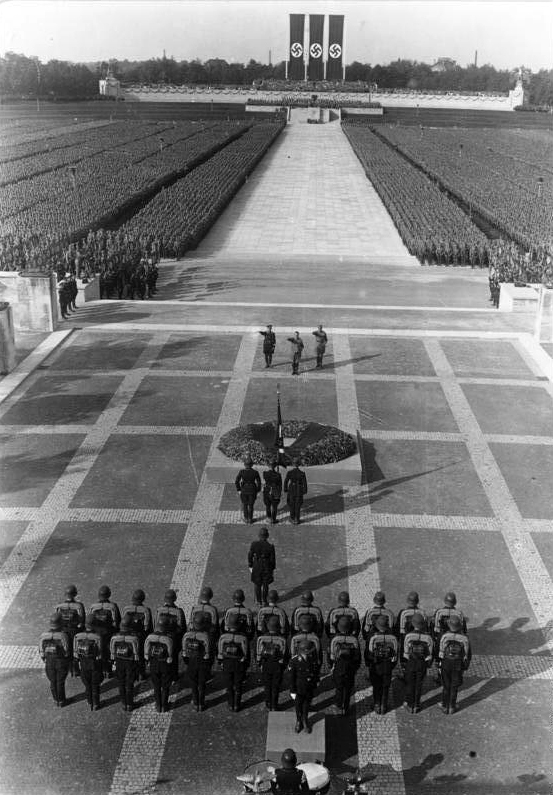
مبنى الكونغرس بعد التشييد عام 1940

مبنى الكونغرس النازي في نورنبرغ (بالألمانية: Reichsparteitagsgelände) ، هي مبنى تابع للساسة الألمان في فترة الحكم النازي، بدأت نشاطها في فترة الثلاثينات من القرن العشرين، وانتهت عام 1945م عندما أحتلها القوات الأمريكية.

## صور

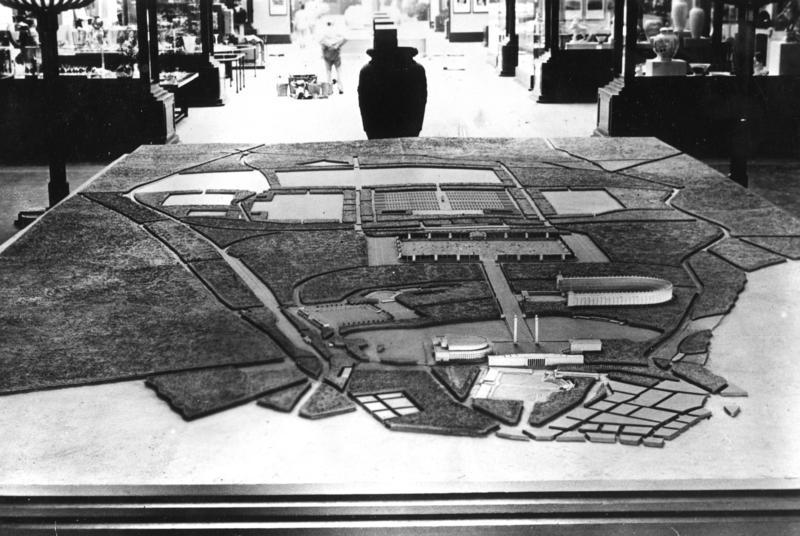
معرض مشروع مبنى الكونغرس النازي في باريس عام 1937
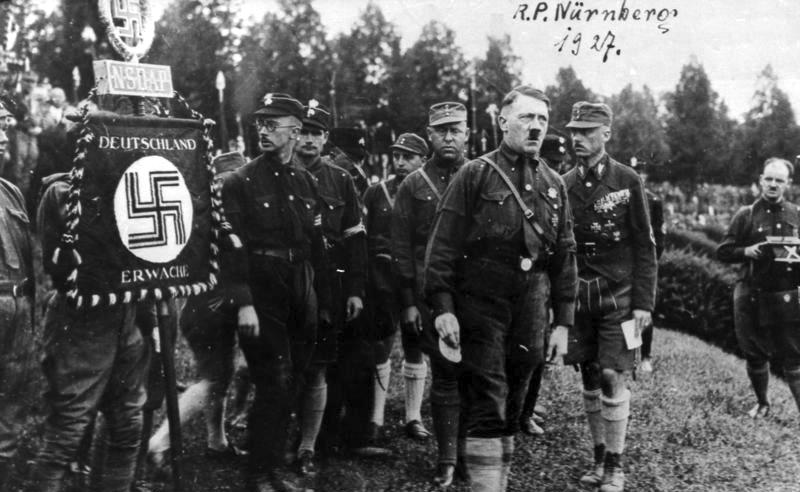
أدولف هتلر ورفاقه عام 1927م
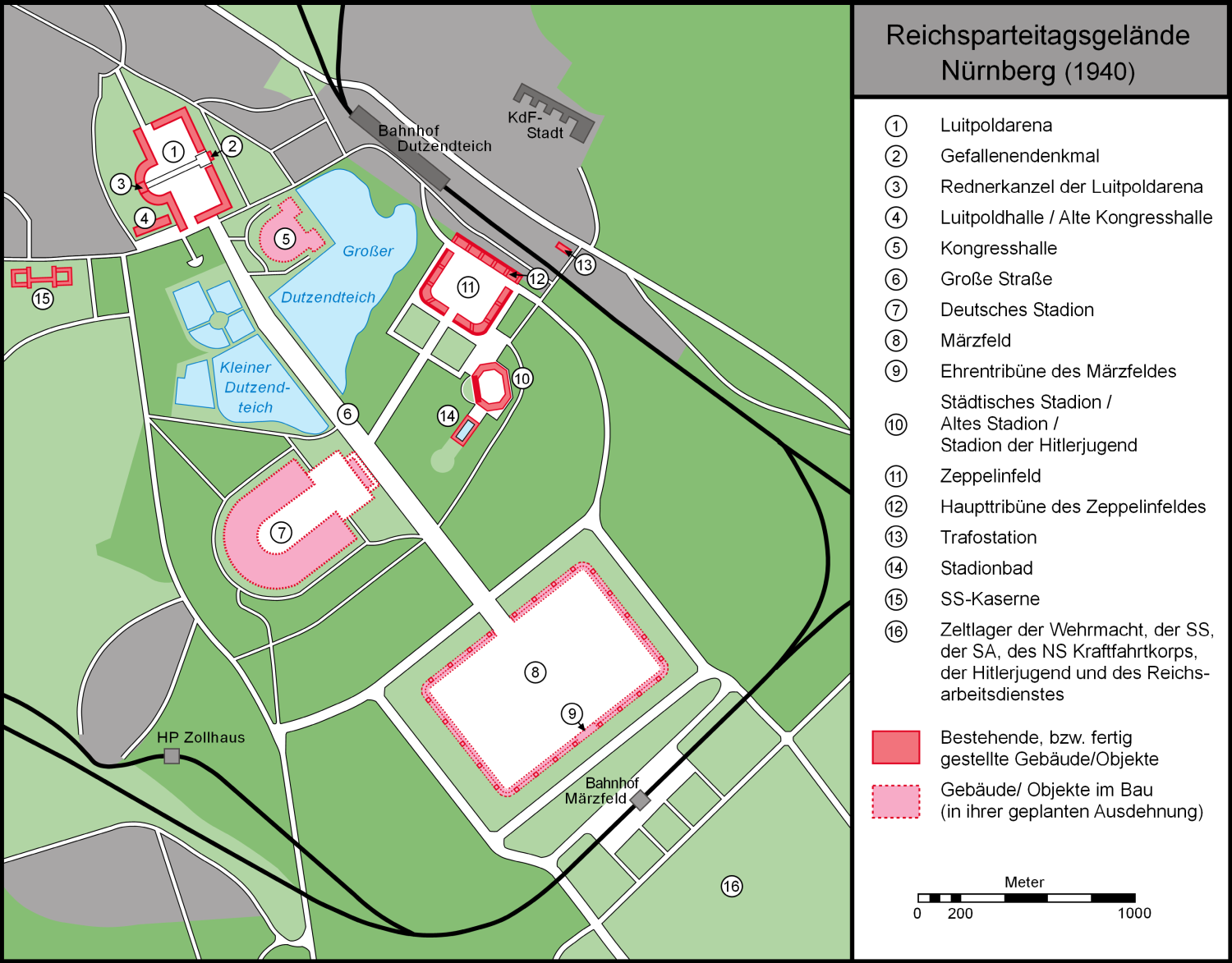
خارطة مبنى الكونغرس بعد التشييد عام 1940م
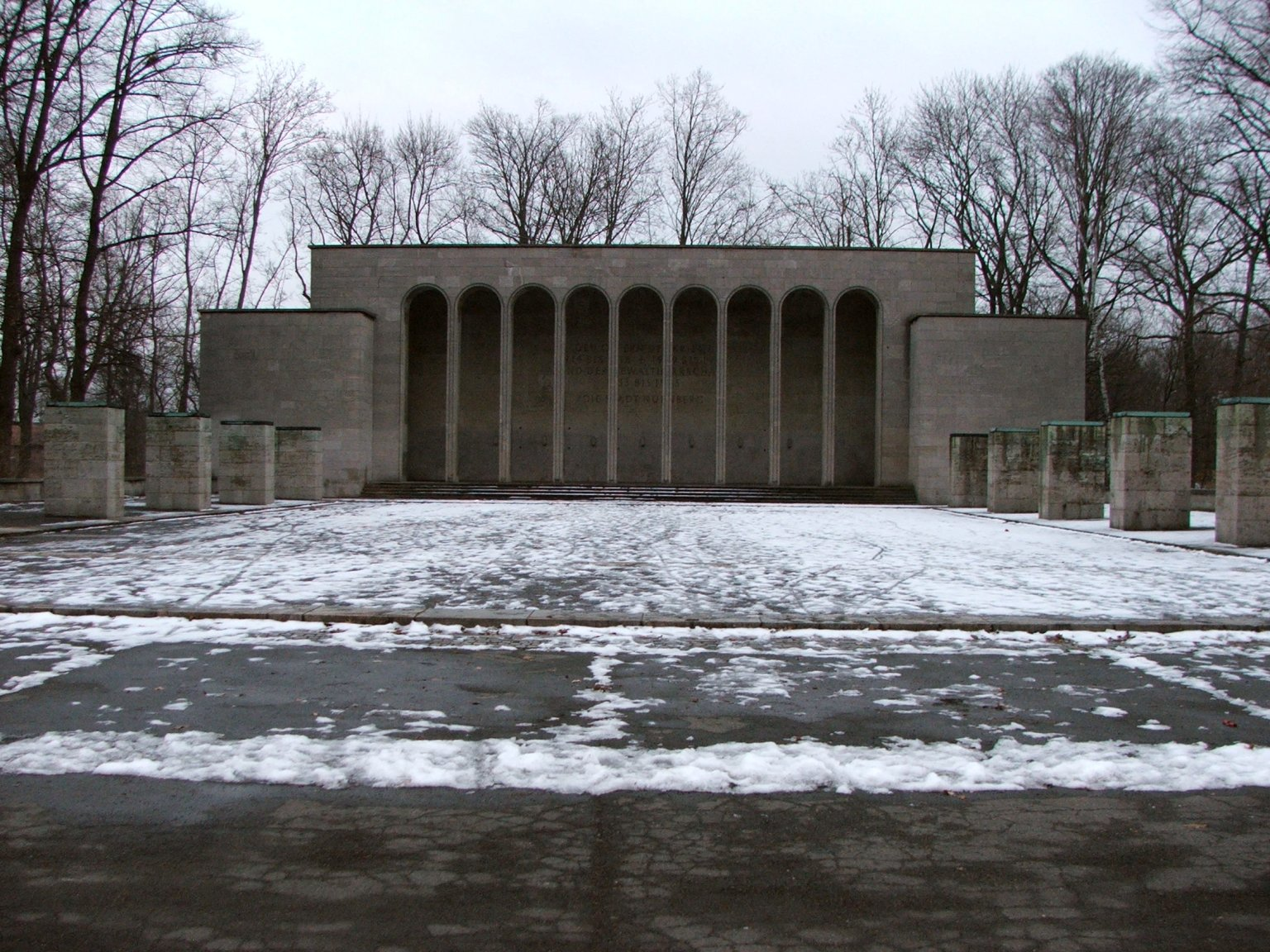
مبنى الكونغرس المهجور عام 2006م

## وصلات خارجية
- Official website of the documentation centre "Reichsparteitagsgelände" in Nuremberg نسخة محفوظة 13 يناير 2017 على موقع واي باك مشين.